# Liste der Naturdenkmale in Niederstetten
| Naturdenkmale | Anzahl |
| ------------- | ------ |
| FND           | 32     |
| END           | 17     |
| Gesamt        | 49     |

Die Liste der Naturdenkmale in Niederstetten nennt die verordneten Naturdenkmale (ND) der im baden-württembergischen Main-Tauber-Kreis liegenden Stadt Niederstetten und deren Stadtteile (Niederstetten mit den Weilern Eichhof, Ermershausen und Sichertshausen, Haus und Schloss Haltenbergstetten, dem Gehöft Rehhof und den Häusern Dreischwingen und Neuweiler, Adolzhausen, Herrenzimmern mit dem Gehöft Untere Mühle, Oberstetten mit dem Weiler Weilerhof, dem Gehöft Höllhof und den Häusern Fuggersmühle, Reutalsmühle und Stegmühle, Pfitzingen, Rinderfeld mit den Weilern Dunzendorf und Streichental, Rüsselhausen, Vorbachzimmern, Wermutshausen mit dem Weiler Ebertsbronn, Wildentierbach mit den Weilern Hachtel, Heimberg und Wolkersfelden, den Höfen Höllhof und Schönhof und dem Wohnplatz Landturm).
In Niederstetten gibt es insgesamt 49 als Naturdenkmal geschützte Objekte, davon 32 flächenhafte Naturdenkmale (FND) und 17 Einzelgebilde-Naturdenkmale (END).
Stand: 1. November 2016.

## Flächenhafte Naturdenkmale (FND)
| Name                                                                                      | Bild | Kennung     | Einzelheiten                                                   | Position | Fläche Hektar | Datum         |
| ----------------------------------------------------------------------------------------- | ---- | ----------- | -------------------------------------------------------------- | -------- | ------------- | ------------- |
| Auwald Heiligen                                                                           | BW   | 81280820037 | Niederstetten                                                  | ⊙        | 1,2           | 10. März 1992 |
| Doline Häften                                                                             |      | 81280820042 | Niederstetten Gemarkung Oberstetten, beim Gehöft Höllhof       | ⊙        | 0,1           | 10. März 1992 |
| Doline im Eichholz                                                                        | BW   | 81280820029 | Niederstetten                                                  | ⊙        | 0,0           | 10. März 1992 |
| Doline Niederstetter Feld                                                                 |      | 81280820045 | Niederstetten Gemarkung Wildentierbach                         | ⊙        | 0,0           | 10. März 1992 |
| Dolinen im Waldteil Hagen                                                                 | BW   | 81280820047 | Niederstetten                                                  | ⊙        | 0,2           | 10. März 1992 |
| Dolinenfeld südl. d. Flugplatzes Niederstetten Häftenteile                                |      | 81280820032 | Niederstetten Gemarkung Oberstetten, beim Gehöft Höllhof       | ⊙        | 0,4           | 10. März 1992 |
| Dolinenweiher Häften                                                                      | BW   | 81280820018 | Niederstetten                                                  | ⊙        | 0,1           | 21. Dez. 1981 |
| Erdfall im Gewann Braunst                                                                 | BW   | 81280820031 | Niederstetten                                                  | ⊙        | 0,4           | 10. März 1992 |
| Erdfall in den Erdfalläckern                                                              |      | 81280820049 | Niederstetten Gemarkung Wildentierbach, Ortsteil Wolkersfelden | ⊙        | 0,1           | 10. März 1992 |
| Erdfall mit kleinem Bacheinlauf Eichholz                                                  | BW   | 81280820025 | Niederstetten                                                  | ⊙        | 0,1           | 10. März 1992 |
| Erdfälle, Quelle u. Obstwiese nördl. Wolkersfelden Stockelwasen                           |      | 81280820050 | Niederstetten Gemarkung Wildentierbach, Ortsteil Wolkersfelden | ⊙        | 0,6           | 10. März 1992 |
| Erdfall im Gewann Klinge                                                                  |      | 81280820048 | Niederstetten Gemarkung Wildentierbach, Ortsteil Wolkersfelden | ⊙        | 0,3           | 10. März 1992 |
| Erlenbruch Langwiesenholz                                                                 |      | 81280820016 | Niederstetten Gemarkung Rinderfeld, Ortsteil Dunzendorf        | ⊙        | 0,4           | 21. Dez. 1981 |
| Erlenbruch Wieser Holz                                                                    |      | 81280820020 | Niederstetten Gemarkung Rinderfeld, Ortsteil Streichental      | ⊙        | 0,3           | 10. März 1992 |
| Feldgehölz auf dem Dickenberg                                                             | BW   | 81280820024 | Niederstetten                                                  | ⊙        | 0,3           | 10. März 1992 |
| Felspartie Burgwiese                                                                      |      | 81280820017 | Niederstetten                                                  | ⊙        | 1,5           | 21. Dez. 1981 |
| Feuchtgebiet Rinne                                                                        | BW   | 81280820021 | Niederstetten                                                  | ⊙        | 1,5           | 10. März 1992 |
| Feuchtgebiet Seeholz                                                                      | BW   | 81280820044 | Niederstetten                                                  | ⊙        | 0,2           | 10. März 1992 |
| Feuchtgebiet Seewiesen/Kitzenloch                                                         | BW   | 81280820051 | Niederstetten                                                  | ⊙        | 3,3           | 10. März 1992 |
| Feuchtstelle im Haldenholz                                                                | BW   | 81280820028 | Niederstetten                                                  | ⊙        | 0,0           | 10. März 1992 |
| Flachmoor Seeholz                                                                         | BW   | 81280820046 | Niederstetten                                                  | ⊙        | 0,4           | 10. März 1992 |
| Halbtrockenrasen u. Gehölz nordwestl. Niederstetten Hinterer Hundsrücken, Pfitzinger Berg | BW   | 81280820033 | Niederstetten                                                  | ⊙        | 5,0           | 10. März 1992 |
| Heidegebiet Neuberg/Odenwald                                                              | BW   | 81280820039 | Niederstetten                                                  | ⊙        | 3,8           | 10. März 1992 |
| Heidegebiet Unteres Tal I                                                                 | BW   | 81280820040 | Niederstetten                                                  | ⊙        | 2,5           | 10. März 1992 |
| Heidegebiet Unteres Tal II                                                                | BW   | 81280820041 | Niederstetten                                                  | ⊙        | 0,7           | 10. März 1992 |
| Hochzeitswäldchen Harten                                                                  |      | 81280820015 | Niederstetten Gemarkung Rinderfeld                             | ⊙        | 0,0           | 21. Dez. 1981 |
| Ödland Au-Rod Häften                                                                      |      | 81280820043 | Niederstetten Gemarkung Wildentierbach                         | ⊙        | 1,6           | 10. März 1992 |
| Quellaustritt im Vorbachzimmerner Tal                                                     | BW   | 81280820027 | Niederstetten                                                  | ⊙        | 0,2           | 10. März 1992 |
| Steinbruch Adolzhausen Sand                                                               | BW   | 81280820026 | Niederstetten                                                  | ⊙        | 0,4           | 10. März 1992 |
| Weiher am Kuhwasen                                                                        |      | 81280820034 | Niederstetten Gemarkung Rinderfeld, Ortsteil Dunzendorf        | ⊙        | 0,2           | 10. März 1992 |
| Weiher Gänswasen                                                                          | BW   | 81280820019 | Niederstetten                                                  | ⊙        | 0,1           | 21. Dez. 1981 |
| Weiher Häften                                                                             |      | 81280820022 | Niederstetten Gemarkung Wildentierbach                         | ⊙        | 0,0           | 21. Dez. 1981 |
| Legende für Naturdenkmal                                                                  |      |             |                                                                |          |               |               |

## Einzelgebilde-Naturdenkmale (END)
| Name                                          | Bild | Kennung     | Einzelheiten | Position | Fläche Hektar | Datum         |
| --------------------------------------------- | ---- | ----------- | --- | -------- | ------------- | ------------- |
| Lindengruppe (3 Linden) und 1 Eiche Schafberg | BW   | 81280820038 | Niederstetten | ⊙        | 0,0           | 10. März 1992 |
| 1 Ahorn Gänswasen                             |      | 81280820009 | Niederstetten Wohnplatz Sichertshausen                                                                              | ⊙        | 0,0           | 21. Dez. 1981 |
| 1 Birnbaum östlich Ermershausen Große Wiesen  |      | 81280820030 | Niederstetten Ortsteil Ermershausen                                                                                 | ⊙        | 0,0           | 10. März 1992 |
| 1 Eiche Eulen                                 |      | 81280820002 | Niederstetten Gemarkung Rinderfeld, Ortsteil Dunzendorf                                                             | ⊙        | 0,0           | 21. Dez. 1981 |
| 1 Eiche Gemeindeholz                          |      | 81280820010 | Niederstetten Wohnplatz Sichertshausen; auch als „Lenzeiche“ bekannt                                                | ⊙        | 0,0           | 21. Dez. 1981 |
| 1 Eiche Schafberg                             | BW   | 81280820013 | Niederstetten | ⊙        | 0,0           | 21. Dez. 1981 |
| 1 Linde Im Ort                                |      | 81280820014 | Niederstetten Gemarkung Wildentierbach                                                                              | ⊙        | 0,0           | 21. Dez. 1981 |
| 1 Weißbuche Schimpferwasen                    |      | 81280820008 | Niederstetten Gemarkung Rinderfeld, Ortsteil Streichental. Die alte Weißbuche wurde durch eine Neupflanzug ersetzt. | ⊙        | 0,0           | 21. Dez. 1981 |
| 10 Eichen Harten                              | BW   | 81280820011 | Niederstetten | ⊙        | 0,0           | 21. Dez. 1981 |
| 2 Eichen Vorderer Hohenbusch                  |      | 81280820007 | Niederstetten Gemarkung Pfitzingen                                                                                  | ⊙        | 0,0           | 21. Dez. 1981 |
| 2 Eichen, 1 Linde Heller Graben               |      | 81280820006 | Niederstetten Gemarkung Pfitzingen                                                                                  | ⊙        | 0,0           | 21. Dez. 1981 |
| 2 Sommerlinden Grünäcker                      |      | 81280820005 | Niederstetten Gemarkung Pfitzingen                                                                                  | ⊙        | 0,0           | 21. Dez. 1981 |
| 3 Eichen Gänswasen/Burgwasen                  | BW   | 81280820012 | Niederstetten | ⊙        | 0,0           | 21. Dez. 1981 |
| 3 Eichen Kuhwasen                             |      | 81280820003 | Niederstetten Gemarkung Rinderfeld, Ortsteil Dunzendorf                                                             | ⊙        | 0,0           | 21. Dez. 1981 |
| 5 Winterlinden Am Friedhof                    | BW   | 81280820001 | Niederstetten | ⊙        | 0,0           | 21. Dez. 1981 |
| 7 Eichen Kuhwasen                             |      | 81280820004 | Niederstetten Gemarkung Rinderfeld, Ortsteil Dunzendorf                                                             | ⊙        | 0,0           | 21. Dez. 1981 |
| Legende für Naturdenkmal                      |      |             | |          |               |               |

## Ehemalige Einzelgebilde-Naturdenkmale
| Name                     | Bild | Kennung     | Einzelheiten                                           | Position | Fläche Hektar | Datum         |
| ------------------------ | ---- | ----------- | ------------------------------------------------------ | -------- | ------------- | ------------- |
| 1 Linde Häften           | BW   | 81280820023 | Niederstetten Die Linde ist 2019 nicht mehr vorhanden. | ⊙        | 0,0           | 21. Dez. 1981 |
| Legende für Naturdenkmal |      |             |                                                        |          |               |               |